# Marasmius pallenticeps
Marasmius pallenticeps är en svampart som beskrevs av Singer 1976. Marasmius pallenticeps ingår i släktet Marasmius och familjen Marasmiaceae.   Inga underarter finns listade i Catalogue of Life.